# Giovanni Liverati
Giovanni Liverati (Bologna, 1772 – Firenze, 18 febbraio 1846) è stato un tenore e direttore d'orchestra italiano.

## Biografia
Studiò musica sotto la guida di Mattei per quanto riguarda la composizione e Gibelli per il canto. Esordì nel 1790 come operista con Il divertimento in campagna, che fu rappresentata a Bologna l'anno seguente, e due anni dopo si esibì come tenore al Teatro Italiano di Barcellona e di Madrid.
Nel 1796, si trasferì a Potsdam come maestro di cappella dell'Opera italiana. Tre anni dopo assunse l'incarico di direttore del teatro Nazionale di Praga, che conservò fino al 1803.
Tra le sue varie attività, fu direttore d'orchestra a Trieste nel 1804, oltre ad insegnante di musica e di canto a Vienna negli anni che vanno dal 1805 al 1814; nella capitale austriaca fece rappresentare alcune sue opere e conobbe i compositori Haydn, Beethoven, Salieri, Gelinek, e i cantanti Vogl e Siboni. 
Nel 1815 si spostò nella capitale inglese con l'incarico di compositore del Theatre Royal e nel 1822 fu tra i primi membri della londinese Royal Academy of Music. Nel 1831 venne rappresentata la sua ultima opera, intitolata Amore e Psiche. Negli ultimi anni di vita insegnò nell'Accademia di belle arti di Firenze.
Ha composto diciassette opere, oratori, cantate, quartetti, musica per canto.

## Opere
- Il divertimento in campagne, (1790);
- Il maestro di musica, (1804);
- David;
- Enea in Cartagine;
- La prova generale;
- La Presa d'Egea;
- Il tempio dell'eternità;
- Il convito degli dei;
- Il trionfo d'Ausonia;
- Miltiade;
- I selvaggi;
- Il trionfo di Cesare;
- Gastone e Bajardo;
- Gli Amanti fanaticí;
- Il trionfo d'Albion.